# Новое Село (Кашинский район)
Новое Село — деревня в Кашинском городском округе Тверской области России. 

## География
Деревня находится в 33 км на запад от города Кашина, в 1 км на север от деревни расположен погост Успенский на болоте.

## История
В 1804 году на Успенском погосте близ деревни была построена каменная Успенская церковь с 3 престолами, метрические книги с 1780 года. 
В конце XIX — начале XX века деревня вместе с погостом входила в состав Савцынской волости Кашинского уезда Тверской губернии. 
С 1929 года деревня входила в состав Власьевского сельсовета Кашинского района Кимрского округа Московской области, с 1935 года — в составе Калининской области, с 1994 года — в составе Власьевского сельского округа, с 2005 года — в составе Уницкого сельского поселения, с 2018 года — в составе Кашинского городского округа.

## Население
| 1859 | 1889 | 2002 | 2010 |
| ---- | ---- | ---- | ---- |
| 477  | ↗500 | ↘1   | →1   |

## Достопримечательности
На Успенском погосте близ деревне расположена недействующая Церковь Успения Пресвятой Богородицы (1804).